# Nuevo Progreso
Nuevo Progreso è un comune del Guatemala facente parte del dipartimento di San Marcos.